# Salomy Jane
Salomy Jane er en amerikansk stumfilm fra 1914 af William Nigh og Lucius Henderson.

## Medvirkende
- Beatriz Michelena som Salomy Jane Clay.
- House Peters som The Man.
- William Pike som Red Pete Heath.
- Clara Beyers som Liza Heath.
- Walter Williams som Willie Smith.